# Bucket List (EP)
Bucket List는 대한민국의 래퍼 빅 나티의 데뷔 EP로, 하이어 뮤직을 통해 2021년 2월 25일에 발매되었다.

## 싱글
"커피가게 아가씨"는 2021년 2월 2일에 선공개되었다.

## 음악 및 가사
빅나티는 더블 타이틀곡 중 하나인 'Joker'에서 "그녀에게 항상 질 수 밖에 없는 것을 알지만 그럼에도 그녀에게 빠져버린 애절한 감정"을 표현했다. 다음 트랙 'Frank Ocean'에서는 "Cosmic Boy의 서정적이면서도 훵크적인 리듬 위에서 잔잔한 보컬 퍼포먼스"를 선보였다." 또 다른 타이틀곡 `멋진 신세계`에서는 서태지의 `교실 이데아`를 오마주해 "학생으로서 학교에서 느낀 답답한 감정을 풀어냈다."  마지막 트랙 'Bucket List'에서는 "DPR CREAM이 제공한 신나는 신스 비트 위에 속도감 있게 랩을 소화"하며 "다시 한번 건실한 기본기를 뽐"냈다.

## 평가
| 전문가 평가  | 전문가 평가 |
| 평가 점수    | 평가 점수   |
| 출처         | 점수        |
| ------------ | ----------- |
| 힙합플레이야 | 7/10        |
| 리드머       | 3/별        |

<힙합플레이야>에서 10점 만점에 7점을 받았다. myK_daytona에 따르면, "치밀한 완성도를 보여준 앞선 네 곡에 비해 앨범 후반부에 위치한 트랙들은 비교적 완성도가 떨어"진다. 그래도 "어려서부터 수많은 책임에 매몰되는 한국에서 모험심을 간직한 BIG Naughty의 음악은 미소를 띠게" 한다.
<리드머>에서 5점 만점에 3점을 받았다. 황두하 평론가에 따르면, "빅 나티는 본작을 통해 세련되고 재치 있는 트랙을 만드는 감각을 충분히 보여줬다." 다만, "게스트가 주인공보다 더 주인공 같은 활약을 펼치며 각 곡의 하이라이트를 가져가" 버려서 "그 속을 채우는 내실은 아직 부족해 보인다."

## 수록곡
| #            | 제목                                 | 작사                | 작곡                                    | 편곡             | 재생 시간 |
| ------------ | ------------------------------------ | ------------------- | --------------------------------------- | ---------------- | --------- |
| 1.           | 〈Joker〉 (Feat. 제이미)             | 빅 나티 제이미      | 노든 호이웨이브 빅 나티 사운드킴 제이미 | 호이웨이브       | 3:20      |
| 2.           | 〈Frank Ocean〉 (Feat. 솔)           | 빅 나티 솔          | 코스믹 보이 빅 나티                     | 코스믹 보이      | 3:16      |
| 3.           | 〈커피가게 아가씨〉 (Feat. 원슈타인) | 빅 나티 원슈타인    | 피제이 빅 나티 원슈타인                 | 피제이           | 3:05      |
| 4.           | 〈멋진 신세계〉 (Feat. 로한)         | 빅 나티 로한 서태지 | 피제이 빅 나티 서태지                   | 피제이           | 3:20      |
| 5.           | 〈10년 후〉 (Feat. 팔로알토)         | 빅 나티 팔로알토    | 미닛 빅 나티 팔로알토                   | 미닛             | 3:27      |
| 6.           | 〈부라보〉 (Feat. 쿠기 & 지소울)     | 빅 나티 쿠기 지소울 | 그레이 닥스 페로 빅 나티 쿠기 지소울    | 그레이 닥스 페로 | 4:03      |
| 7.           | 〈Bucket List〉                      | 빅 나티             | DPR 크림 빅 나티                        | DPR 크림         | 2:38      |
| 총 재생 시간 | 총 재생 시간                         | 총 재생 시간        | 총 재생 시간                            | 총 재생 시간     | 23:09     |

## 차트
| 차트 (2021)          | 최고 순위 |
| -------------------- | --------- |
| 대한민국 음반 (가온) | 31        |

## 판매량
| 지역     | 판매량 |
| -------- | ------ |
| 대한민국 | 10,615 |